# Bezirk Bursztyn
Bezirk Bursztyn – dawny powiat (Bezirk) kraju koronnego Królestwo Galicji i Lodomerii, funkcjonujący w latach 1854–1867. Siedzibą starostwa było miasteczko Bursztyn.

## Historia
Bezirk Bursztyn utworzono w ramach reformy uwłaszczeniowej z okresu Wiosny Ludów (1848–1849), która likwidowała jurysdykcję właściciela ziemskiego nad poddanymi. W Galicji, dominium – jako podstawowa jednostka administracyjna i filar systemu feudalnego straciło rację bytu. Konieczne stało się zatem wprowadzenie nowego systemu administracyjnego, którego zręby powstały w latach 1851–1855. Nowy trójstopniowy podział administracyjny objął 21 cyrkułów (niem. Kreise), 179 małych powiatów (niem. Bezirke) i ponad 6000 gmin (niem. Gemeinde).
Bezirk Bursztyn objął obszar o wielkości 7,4 mil², zamieszkany przez 26.627 ludzi i podzielony na 42 gminy katastralne, w tym trzy miasteczka (Bołszowce, Bursztyn i Konkolniki). Wszedł w skład cyrkułu brzeżańskiego, jako jeden z jego ośmiu powiatów. Powiat posiadał eksklawę (obejmującą gminy Hanowce i Popławniki) położoną wewnątrz Bezirk Halicz w cyrkule stanisławowskim. Powiat miał nietuzinkowy, nieregularny kształt, z gminą Tenetniki wrzynającą się w głąb Bezirk Woyniłów w cyrkule stryjskim oraz gminą Chorostków wrzynającą się w głąb Bezirk Halicz w cyrkule stanisławowskim.
Po nadaniu Galicji autonomii oraz powołaniu samorządu gminnego i powiatowego w 1865 zlikwidowano cyrkuły (Kreise). Dotychczasowe małe powiaty (Bezirke) w liczbie 179, utrzymały się do 1867 roku, kiedy to w następstwie kolejnej reformy administracyjnej (23 stycznia 1867) zostały zastąpione przez 74 większych powiatów. Obszar zniesionego Bezirk Bursztyn wszedł wtedy w skład nowych powiatów rohatyńskiego i podhajeckiego (vide podział w tabeli poniżej). 1 sierpnia 1878 i 1 stycznia 1885 część gmin przeniesiono z powiatu rohatyńskiego do powiatu stanisławowskiego.

## Podział administracyjny (1854)
| Lp. | Gmina jednostkowa    | Powierzchnia | Ludność | Powiat w 1867 po zniesieniu |
| --- | -------------------- | ------------ | ------- | --------------------------- |
| 1   | Bursztyn (m)         | 4374         | 2704    | rohatyński                  |
| 2   | Ludwikówka           | 4374         | 2704    | rohatyński                  |
| 3   | Jezierzany           | 800          | 257     | rohatyński                  |
| 4   | Junaszków            | 1833         | 721     | rohatyński                  |
| 5   | Korostowice          | 2016         | 414     | rohatyński                  |
| 6   | Stasiowa Wola        | 2016         | 257     | rohatyński                  |
| 7   | Kuropatniki          | 1578         | 390     | rohatyński                  |
| 8   | Kunicze              | 1578         | 172     | rohatyński                  |
| 9   | Nastaszczyn          | 1906         | 541     | rohatyński                  |
| 10  | Tenetniki            | 1700         | 422     | rohatyński                  |
| 11  | Bołszowce (m)        | 2518         | 1690    | rohatyński                  |
| 12  | Hanowce              | 703          | 349     | rohatyński                  |
| 13  | Herbutów             | 1115         | 556     | rohatyński                  |
| 14  | Popławniki           | 391          | 256     | rohatyński                  |
| 15  | Boków                | 2817         | 679     | podhajecki                  |
| 16  | Chorostków           | 817          | 369     | rohatyński                  |
| 17  | Hnilcze              | 5336         | 1522    | podhajecki                  |
| 18  | Sieniawka i Panowice | 5336         | 181     | podhajecki                  |
| 19  | Konkolniki (m)       | 1544         | 375     | rohatyński                  |
| 20  | Bybło                | 1004         | 285     | rohatyński                  |
| 21  | Chochoniów           | 1526         | 544     | rohatyński                  |
| 22  | Dytiatyn             | 2036         | 461     | rohatyński                  |
| 23  | Jabłonów             | 2087         | 650     | rohatyński                  |
| 24  | Meducha              | 2738         | 992     | rohatyński                  |
| 25  | Międzyhorce          | 1373         | 522     | rohatyński                  |
| 26  | Siemikowce           | 724          | 445     | rohatyński                  |
| 27  | Słobódka             | 1997         | 621     | rohatyński                  |
| 28  | Zagórze              | 1208         | 490     | rohatyński                  |
| 29  | Kunaszów             | 2152         | 839     | rohatyński                  |
| 30  | Lipica Dolna         | 3000         | 741     | rohatyński                  |
| 31  | Skomorochy Stare     | 1560         | 561     | rohatyński                  |
| 32  | Skomorochy Nowe      | 1532         | 582     | rohatyński                  |
| 33  | Podszumlańce         | 869          | 406     | rohatyński                  |
| 34  | Sarnki Górne         | 2913         | 959     | rohatyński                  |
| 35  | Sarnki Dolne         | 1438         | 677     | rohatyński                  |
| 36  | Sarnki Średnie       | 1887         | 923     | rohatyński                  |
| 37  | Świstelniki          | 3204         | 803     | rohatyński                  |
| 38  | Szumlany             | 2884         | 979     | podhajecki                  |
| 39  | Sławentyn            | 4085         | 772     | podhajecki                  |
| 40  | Żelibory             | 784          | 397     | rohatyński                  |
| 41  | Byszów               | 1804         | 502     | podhajecki                  |
| 42  | Dryszczów            | 2239         | 621     | podhajecki                  |

Objaśni4enie:
(M) = miasto; (m) = miasteczko